# Jodłów (województwo dolnośląskie)

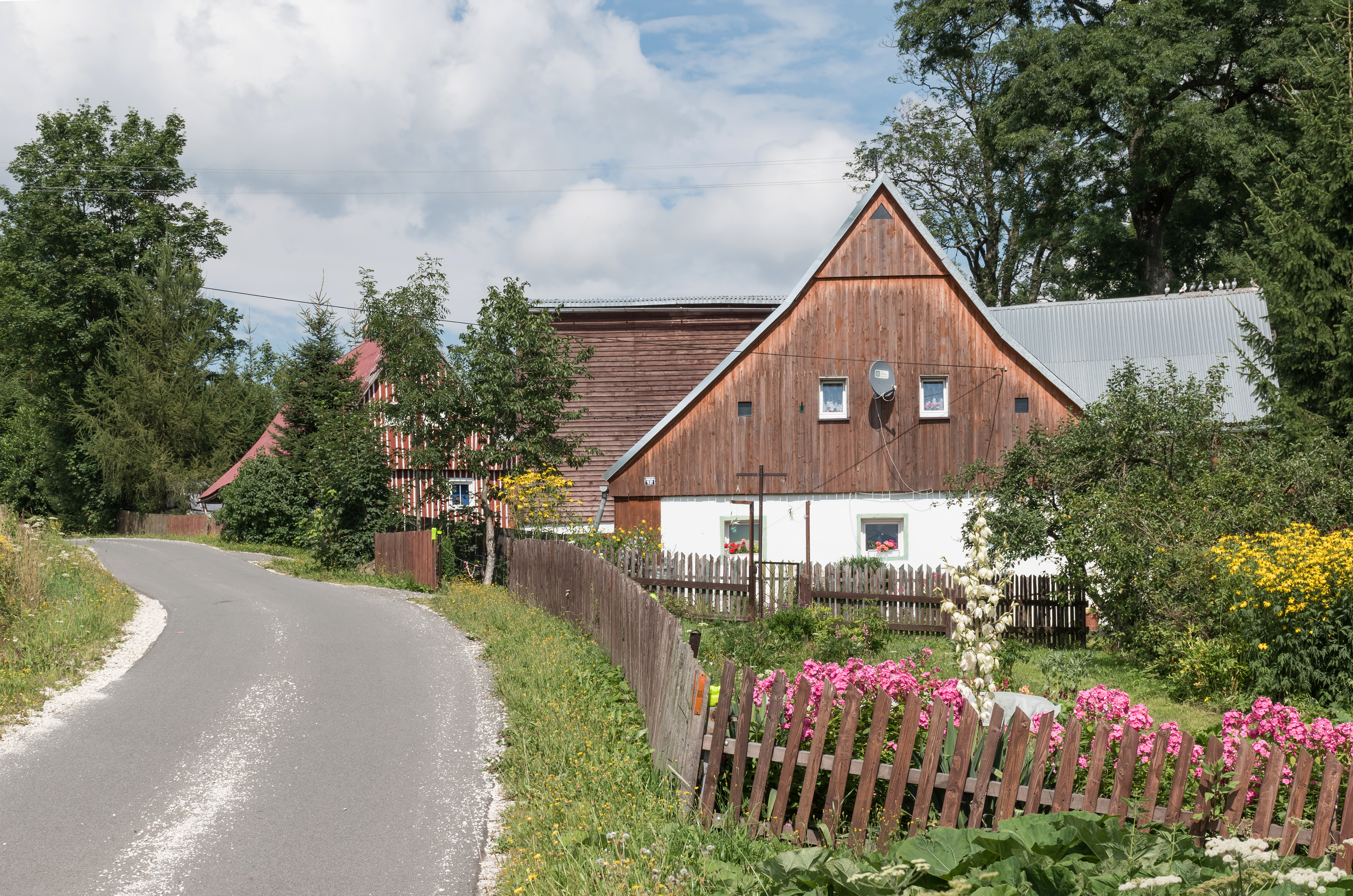
Dom nr 12 w Jodłowie

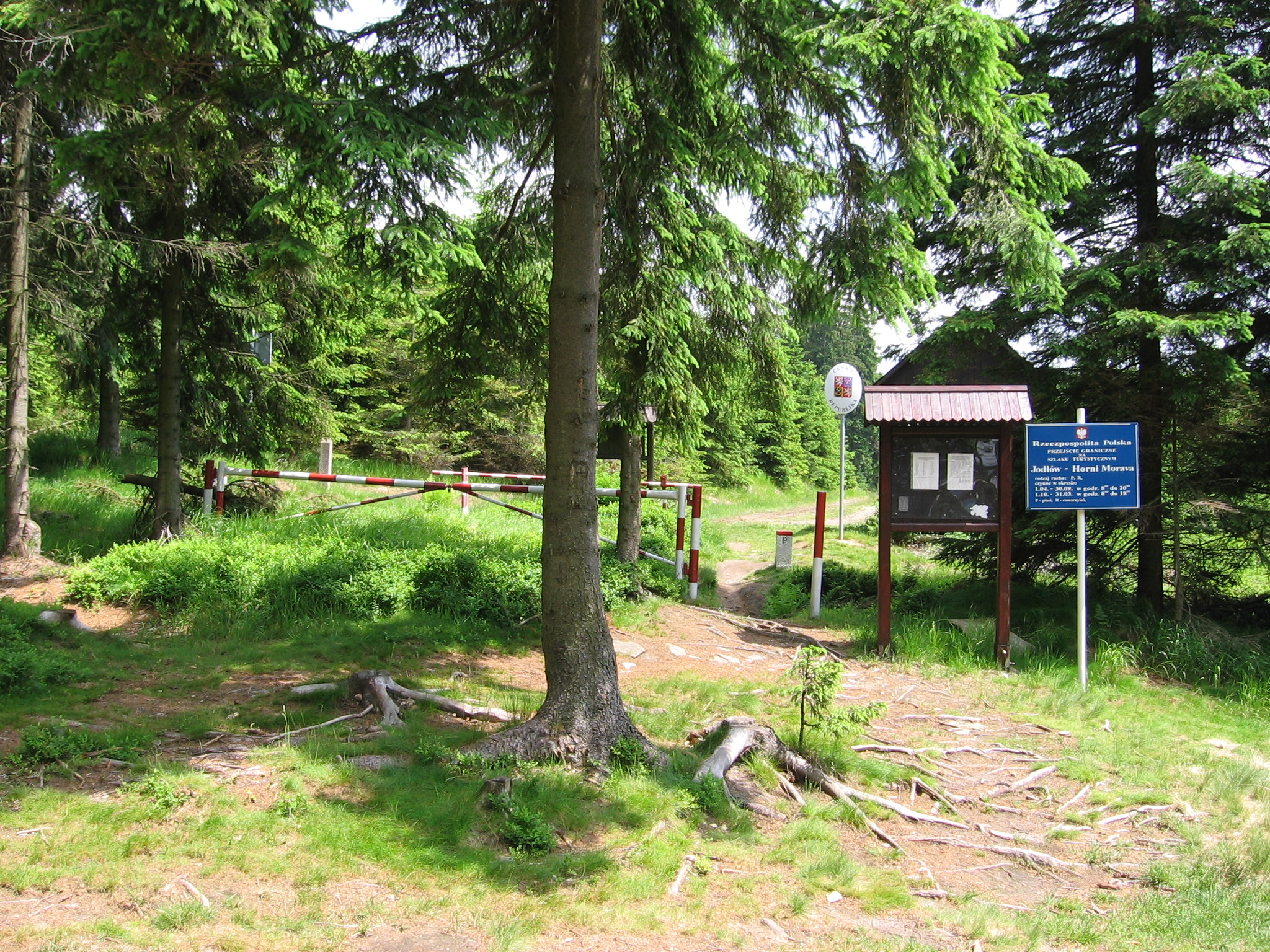
Przejście graniczne Jodłów-Horní Morava

Jodłów (niem. Thanndorf) – wieś w Polsce położona w województwie dolnośląskim, w powiecie kłodzkim, w gminie Międzylesie.

## Położenie
Jodłów wieś-położona w południowo-zachodniej Polsce, w zachodniej części Masywu Śnieżnika, na terenie Śnieżnickiego Parku Krajobrazowego w Kotlinie Kłodzkiej, około 9 km, na północny wschód, od centrum miejscowości Międzylesie.

## Podział administracyjny
Przed 1945 rokiem Jodłów należał do powiatu bystrzyckego niem. Landkreis Habelschwerdt. Do 1975 roku wieś należała do powiatu bystrzyckiego. W latach 1975–1998 miejscowość administracyjnie należała do województwa wałbrzyskiego.

## Charakterystyka
Niewielka, letniskowa, górska wieś łańcuchowa, rozciągnięta na długości 3,6 km, o luźnym układzie zabudowań, ulokowana nad potokiem Jodłówka u zachodniego podnóża Masywu Śnieżnika, w śródgórskiej kotlinie, głęboko wciętej od strony południowej w Masyw Śnieżnika. Zabudowa wsi składa się z pojedynczych budynków gospodarczych i mieszkalnych rozlokowanych na wysokości od 670 do 815 m n.p.m., wzdłuż lokalnej drogi po obu jej stronach. Droga do wsi dochodzi z Międzylesia przez obniżenie między Urwistą, a Opaczem. Jest to wieś, o charakterze rolniczo-letniskowym. Wokół wsi rozciągają się rozległe użytki rolne i górskie łąki, leżące głównie na zboczach doliny. W bliskim otoczeniu wsi występują, niewielkie pasy zieleni z drzew liściastych w formie przydomowych nasadzeń, oraz wzdłuż potoku i miedz. W większej odległości wieś otaczają z czterech stron górskie lasy mieszane regla dolnego z przewagą świerka oraz buka. Od wschodu nad wsią dominuje południowo-zachodni grzbiet odchodzący od Śnieżnika ze wzniesieniami: Puchacz, Trójmorski Wierch, Jasień, a od zachodu odgałęzienie grzbietu południowo-zachodniego z Urwistą. We wsi zachowało się kilka domów mieszkalnych i mieszkalno-gospodarczych o cechach charakterystycznych dla budownictwa ludowego Ziemi kłodzkiej z połowy XIX wieku, barokowy kościół pw. św. Jana Chrzciciela z drugiej połowy XVIII wieku, oraz kilka przydrożnych kapliczek z XIX wieku.

## Historia
Wieś do 1945 roku nosiła nazwę Thanndorf. Początki wsi nie są dokładnie poznane. W 1246 utworzono dobra międzyleskie, w skład których włączono tereny obecnej wsi. W 1294 roku król czeski Wacław II przekazał dobra międzyleskie wraz z obszarem obecnej wsi cystersom z Kamieńca Ząbkowickiego, którzy rozpoczęli planową akcję kolonizacji i wycinania potężnych lasów w celu rozwinięcia rolnictwa u podnóża Śnieżnika, w tym okresie na terenie obecnej wsi powstała mała osada drwali. W 1315 roku za panowania Jana Luksemburskiego dobra międzyleskie wraz z osadą na terenie obecnej wsi odkupił od cystersów łużycki rycerz Otto von Glaubitz (Gloubos) z Miśni. Prawdopodobnie wieś powstała 1414 roku po wykarczowaniu lasu na stokach Puchacza i Trójmorskiego Wierchu. W czasie wojen husyckich wieś została zniszczona przez husytów i przez ponad wiek stała opuszczona. W 1572 roku wieś ponownie została zasiedlona za sprawą braci Michała i Dawida von Tschimhausów. W czasie wojny trzydziestoletniej wieś ograbili Szwedzi. Od 1653 roku wieś należała do Althannów. W połowie XVIII wieku we wsi powstała szkoła, a w 1756 roku kościół św. Jana Chrzciciela w stylu barokowym. W XVIII wieku po okresie wojen śląskich, wieś przeżywała renesans gospodarczy, oparty na przemyśle tkackim. Wieś była dobrze rozwinięta, posiadała chałupnicze warsztaty tkaczy, olejarnię, młyn wodny i szkołę a we wsi na początku XIX wieku mieszkało 150 tkaczy. Po wojnach napoleońskich, w połowie XIX wieku wieś przeżywała kryzys spowodowany rewolucją przemysłową i upadkiem tkactwa. W 1827 roku wieś i okolice nawiedziło trzęsienie ziemi. W XIX wieku wieś stała się znanym letniskiem. W okresie międzywojennym ruch turystyczny zdecydowanie zmalał a wieś zaczęła się wyludniać. Po 1945 roku wieś znacznie się wyludniła, najliczniej w górnej części. W tym okresie w Jodłowie osiedlono repatriantów, ale proces wyludniania trwał nadal. W latach 60. XX wieku powstały we wsi zakładowe ośrodki wypoczynkowe, które do obecnych czasów nadają wsi charakter letniskowy. Obecnie (III 2011 r.) wieś liczy 70 mieszkańców.

## Zabytki
Do wojewódzkiego rejestru zabytków wpisany jest obiekt:
- Kościół św. Jana Chrzciciela w Jodłowie, filialny z 1756[1].

## Szlaki turystyczne
Przez wieś prowadzą następujące szlaki turystyczne:
- - z Międzylesia na Halę pod Śnieżnikiem[1],
- - szlak bardzo widokowy prowadzący przez łąki skrajem lasu z dolnej części Jodłowa do źródła Nysy Kłodzkiej i byłego przejścia granicznego,
- - prowadzący z górnej części z Jodłowa zachodnim zboczem Trójmorskiego Wierchu do źródła Nysy Kłodzkiej i byłego przejścia granicznego.